# Agència de la Casa Imperial
L'Agència de la Casa Imperial (宮内庁, Kunai-chō) és un departament del gabinet del Japó encarregat de gestionar i dirigir els afers d'estat que afecten a la Família Imperial del Japó, a més de conservar el Segell Privat i Segell d'Estat del Japó. Anteriorment, des del segle VIIIé fins a l'any 1947 aquesta institució es va conèixer pel nom de Ministeri de la Casa Imperial (宮内省, Kunai-shō).

## Organització
La institució està dirigida i encapçalada per la figura del Gran Camarlenc, assistit pel Vice-Gran Camarlenc. Els elements principals de l'organització de la institució són els següents:
- El Secretariat del Gran Camarlenc.
- El Consell de Camarlencs.
- La Casa del Príncep Hereu.
- El Consell de Cerimònies.
- El departament d'Arxius i Mausoleus.
- El departament de manteniment i treballs.
- La secció de Kyoto.

L'actual Gran Camarlenc de l'Agència és en Shinichirō Yamamoto.

## Gran Camarlenc
L'Agència de la Casa Imperial està dirigida per la figura del Gran Camarlenc segons l'article 8-1 de la Llei de l'Agència de la Casa Imperial, i el seu nomenament, cessament i dimissió està subjecte a l'aprovació de l'Emperador segons l'article 8-2.
|                             | Titular                     | Període                                     | Ex-càrrec                    |
| Oficina de la Casa Imperial | Oficina de la Casa Imperial | Oficina de la Casa Imperial                 | Oficina de la Casa Imperial  |
| --------------------------- | --------------------------- | ------------------------------------------- | ---------------------------- |
| 1r                          | Yoshitami Matsudaira        | 3 de maig de 1947 - 5 de juny de 1948       | Ministre de la Casa Imperial |
| 2n                          | Michiji Tajima              | 5 de juny de 1948 - 31 de maig de 1949      | Civil                        |
| Agència de la Casa Imperial |                             |                                             |                              |
| 1r                          | Michiji Tajima              | 1 de juny de 1949 - 16 de desembre de 1953  | Civil                        |
| 2n                          | Takeshi Usami               | 16 de desembre de 1953 - 26 de maig de 1978 | Ministre d'Interior          |
| 3r                          | Tomohiko Tomita             | 25 de maig de 1978 - 14 de juny de 1988     | Cap de la Policia Nacional   |
| 4t                          | Shōichi Fujimori            | 14 de juny de 1988 - 19 de gener de 1996    | Ministre de Benestar         |
| 5é                          | Sadame Kamakura             | 19 de gener de 1996 - 2 d'abril de 2001     | Cap de la Policia Nacional   |
| 6é                          | Toshio Yuasa                | 2 d'abril de 2001 - 1 d'abril de 2005       | Ministre de l'Interior       |
| 7é                          | Shingo Haketa               | 1 d'abril de 2005 - 1 de juny de 2012       | Ministre de Sanitat          |
| 8é                          | Noriyuki Kazaoka            | 1 de juny de 2012 - 26 de setembre de 2016  | Ministre de Construccions    |
| 9é                          | Shinichirō Yamamoto         | 26 de setembre de 2016 -                    | Ministre de l'Interior       |